# Commonwealth Bank Tennis Classic 1996
Il Commonwealth Bank Tennis Classic 1996 è stato un torneo di tennis giocato sul cemento. È stata la 3ª edizione del Commonwealth Bank Tennis Classic, che fa parte della categoria Tier IV nell'ambito del WTA Tour 1996. Si è giocato a Surabaya  in Indonesia,dal 7 al 13 ottobre 1996.

## Campionesse

### Singolare
Shi-Ting Wang ha battuto in finale  Nana Miyagi con il punteggio di 6–4, 6–0

### Doppio
Alexandra Fusai /  Kerry-Anne Guse hanno battuto in finale  Tina Križan /  Noëlle van Lottum con il punteggio di 6–4, 6–4